# Oficina Central d'Estadístiques d'Israel
L'Oficina Central d'Estadístiques d'Israel (OCEI) (en hebreu: הלשכה המרכזית לסטטיסטיקה) és l'organisme governamental encarregat de realitzar les estadístiques a Israel. L'OCEI fou establerta en l'any 1949, la seva funció principal és elaborar i publicar els resultats estadístics sobre tots els aspectes de la vida a Israel, incloent població, societat, salut, economia, comerç, indústria i educació. L'organisme, és finançat en la seva major part amb fons públics, està encapçalat per un funcionari del Govern, que és nomenat per recomanació del Primer ministre d'Israel. L'OCEI té la seu en el barri de Givat Shaul de Jerusalem, i una altra sucursal a Tel-Aviv.